# Luís Cláudio Cosme da Silva
Luís Cláudio Cosme da Silva ou simplesmente Luís Cláudio, (Rio de Janeiro, 23 de maio de 1959), é um ex-futebolista brasileiro que atuava como zagueiro.

## Carreira
Iniciou sua carreira futebolística no Moto Club-MA de São Luís do Maranhão. Após saída do Moto Club, jogou por Botafogo e teve uma breve passagem pelo Vitória da Bahia, até voltar a jogar pelo clube carioca.

## Títulos
Seleção Brasileira
- Campeão Jogos Pan-Americanos: 1979[2]